# Hanna Rucker
Hanna Rucker (* 14. Dezember 1923 als Johanna Rucker in München; † 2. Juli 1982 in London) war eine deutsche Schauspielerin. Der Durchbruch gelang ihr 1950 als Schwarzwaldmädchen Lisbeth in dem DEFA-Märchenfilm Das kalte Herz.

## Leben
Hanna Rucker, die 1923 als Tochter des Steuerinspektors Johann von Nepomuk Rucker und dessen Ehefrau Antonie Johanna, geb. Traber zur Welt kam, debütierte 1946 an den Kammerspielen in München. Weitere Bühnenstationen waren das Schloßpark- und das Schillertheater in Berlin. Von 1955 bis 1956 spielte sie an der Kleinen Komödie in ihrer Heimatstadt München.
Ab Ende der 1940er Jahre bis 1956 spielte Rucker auch in Film- und Fernsehproduktionen. Im 1949 entstandenen Trümmerfilm Wohin die Züge fahren mit Carl Raddatz und Heidemarie Hatheyer gab sie als Verlobte Martha unter der Regie von Boleslaw Barlog ihr Filmdebüt. Der Durchbruch als Filmschauspielerin gelang ihr 1950 an der Seite von Lutz Moik in der Rolle des Schwarzwaldmädchens Lisbeth in dem DEFA-Märchenfilm Das kalte Herz nach dem gleichnamigen Märchen von Wilhelm Hauff. Im Fernsehen wirkte sie unter anderem 1955 neben Heinz Reincke und Hanns Lothar in Rudolf Steinboecks Das heiße Herz und 1956 als Helen Burnham in Peter Beauvais’ Kolibri – Eine Magazingeschichte mit. Mit dem an neorealistischen Vorbildern orientierten Leidenschaftsdrama Heiße Ernte von Hans H. König, wo sie die Rolle der Sybille Scharfenberg übernahm, beendete sie 1956 ihre Film- und Fernsehkarriere.
1957 heiratete sie den kanadischen Produzenten Mo Rothman und ging mit ihm nach England. Das Paar hatte zwei Kinder: Monique und Nicole. Auch nach der Scheidung im Jahr 1976 blieb Hanna Rucker in England, wo sie im Juli 1982 im Alter von 58 Jahren starb.

## Filmografie
- 1949: Wohin die Züge fahren
- 1950: Das kalte Herz
- 1952: Die Stimme des Anderen
- 1952: Ich warte auf Dich
- 1954: Unter den Sternen von Capri
- 1954: Der erste Kuß
- 1954: Das Bekenntnis der Ina Kahr
- 1955: Das heiße Herz (Fernsehfilm)
- 1956: San Salvatore
- 1956: Die Hochzeit des Figaro (Fernsehfilm)
- 1956: Weil du arm bist, mußt du früher sterben
- 1956: Hilfe – sie liebt mich!
- 1956: Vergiß, wenn Du kannst
- 1956: Kolibri – Eine Magazingeschichte (Fernsehfilm)
- 1956: Heiße Ernte (späterer Verleihtitel: Der Gutsherr und das Mädchen)

## Theater (Auswahl)
- 1950: Der Sturm nach William Shakespeare – Regie: Lothar Müthel, mit Käthe Braun und Mathias Wieman. Premiere am 17. Oktober 1950 im Schloßparktheater Berlin-Steglitz
- 1950: Die Dame ist nicht fürs Feuer nach Christopher Fry – Regie: Boleslaw Barlog, mit Mathias Wieman, Trude Hesterberg. Premiere am 17. November 1950 im Schlosstheater Berlin
- 1951: Das Glas Wasser nach Eugène Scribe, Schloßparktheater Berlin-Steglitz